# Négation (linguistique)
Vous lisez un « article de qualité » labellisé en 2007.
Pour les articles homonymes, voir négation.
En linguistique, la négation (du latin negare, nier) est une opération qui consiste à désigner comme fausse une proposition préalablement exprimée ou non ; elle s’oppose à l’affirmation.
Bien que nécessairement liés aux différents concepts de  négation en logique, les multiples faits de langue correspondants posent des problèmes d’interprétation spécifiques, qui sont étudiés dans un cadre non strictement syntaxique ou monolinguistique. Les points de vue des linguistes sont variés, discutés et parfois contradictoires.

## Nature de la négation

### Définitions
Comme beaucoup de termes abstraits similaires, le mot négation prend plusieurs sens qui, plutôt qu'à des cas d'homonymie ou même de polysémie, correspondent aux différents aspects d'un même concept :
- le noyau conceptuel fondamental de nier (qui possède lui-même une sémantique multiple, comme on le verra) ;
- l’ensemble des mécanismes linguistiques qui servent à nier[2] ;
- l’opération morphosyntaxique dans laquelle un item lexical nie ou inverse la signification d’un autre item lexical ou d’une construction[3] (on emploie le verbe négativer, ou parfois négatiser pour exprimer cette transformation) ;
- la caractéristique, d’un point de vue formel ou sémantique, d’un énoncé ou d’un constituant négatif ;
- l’énoncé négativé, par rapport à l’énoncé de référence (donc le résultat de l'opération de négation).

On l’utilise aussi parfois pour représenter un morphème ou lexème employé pour exprimer la négation, quoique dans ce cas l'on parle plutôt de négateur.

### Considérations générales
Si la notion même de négation apparaît comme l’une des plus fondamentales de l’esprit humain (« toutes les langues actuellement décrites comportent un (ou plus d'un) morphème négatif, analogue au français ne... pas »), sa définition linguistique fait l’objet d’interprétations diverses. Elle peut notamment être considérée comme :
- une catégorie à part entière dans le cadre de la dualité affirmation-négation, au même titre que le temps, l'aspect, la voix, etc. ;
- une modalité parmi d'autres, c’est-à-dire le reflet d’une attitude du locuteur vis-à-vis de l’énoncé (un jugement, ou modus) ;
- ou encore une partie intégrante de ce qui est asserté (le dictum).

D’une façon générale et quelle que soit la langue, la négation est toujours marquée, c’est-à-dire qu'une assertion non marquée est considérée, par défaut, comme affirmative. Le statut linguistique de la négation n’est donc pas équivalent à celui de l’affirmation.
En fait, comme le remarque Antoine Culioli, « il n'existe pas, dans quelque langue que ce soit, de marqueur unique d'une opération de négation » : le terme de négation recouvre donc une réalité multiple.
Par rapport à la négation logique ou mathématique (voire désormais informatique), la négation linguistique apparaît comme beaucoup plus complexe. On peut remarquer :
- qu'elle ne porte pas obligatoirement sur l'ensemble d'une phrase, ou d’un prédicat, mais peut aussi s'appliquer à un constituant d'énoncé ;
- qu'elle ne se limite pas à une opposition binaire de type « tout ou rien », ni à la notion de complémentaire ;
- qu'elle ne concerne pas que les phrases déclaratives, qui ne constituent qu'un sous-ensemble des phrases possibles ;
- que ses vecteurs grammaticaux sont multiples ;
- que son usage dépend de la langue, de la culture et de l'époque concernées.

### Types de phrase et négation
En grammaire traditionnelle, on distingue habituellement trois (ou quatre) types principaux de phrases simples :
- la phrase déclarative (ou assertion) ;
- la phrase interrogative ;
- la phrase impérative (ou injonctive) ;
- (la phrase exclamative).

La négation peut se superposer au moins aux trois premiers types (on parle de forme négative, ou de transformation négative) ; il s’agit donc d’une notion complémentaire, qui ne se situe pas sur le même plan (même si Maurice Grevisse par exemple distingue du point de vue de la forme des propositions affirmatives, négatives, interrogatives et exclamatives) :
ex. : Le chien a mangé la saucisse → Le chien n’a pas mangé la saucisse
ex. : Les enfants jouent-ils au ballon ?  → Les enfants ne jouent-ils pas au ballon ?
ex. : Descends la poubelle ! → Ne descends pas la poubelle !
On remarque toutefois que dans le cas de la phrase interrogative, la transformation négative n’a généralement de sens que pour une question de type oui / non (interrogation « totale »), et non pour les interrogations dites « partielles » :
ex. : Combien de voitures as-tu vu passer ?  → * Combien de voitures n’as-tu pas vu passer?
ex. : Quelle est la couleur de cette chemise ? → * Quelle n’est pas la couleur de cette chemise ?
De surcroît, même lorsque la négation est acceptable, la valeur illocutoire de l’interrogation lui attribue souvent une signification ou une nuance particulière (politesse, etc. ; voir plus bas).

Panneau en anglais « Défense d'entrer » (litt. « N'entrez pas »)

La phrase injonctive négative peut exprimer la défense, l'exhortation (Ne jetez pas vos déchets n'importe où, Ne nourrissez pas les animaux), l'interdiction (« prohibitif », fréquemment avec l'infinitif en français : Ne pas jeter de déchets), mais aussi le conseil, etc. (Ne crois pas tout ce qu'il raconte). Dans bon nombre de langues, comme le sanskrit (voir plus bas), le grec ancien, l'arménien, le morphème négatif utilisé dans ce cas diffère du morphème utilisé dans les déclaratives.
La phrase exclamative, lorsqu’elle ne constitue pas simplement une emphatisation d’une déclarative (ex : On a gagné !) pose également des problèmes de négativation, du moins en français :
ex. : Que ce paysage est beau ! → * Que ce paysage n’est pas beau ! (On utilisera plutôt l'antonyme : Que ce paysage est laid !). (Litote)
Dans le cas des phrases complexes, la négation peut s’appliquer à une proposition particulière (principale ou subordonnée), ce qui rend épineuse la question de la valeur de vérité de la phrase dans son ensemble :
ex. : Si tu n’étais pas arrivé en retard [subordonnée conditionnelle négative, contrefactuelle], on aurait pu attraper le bus.
ex. : Je ne peux admettre [principale négative à valeur modale] que les choses se soient passées ainsi.

### Nature grammaticale

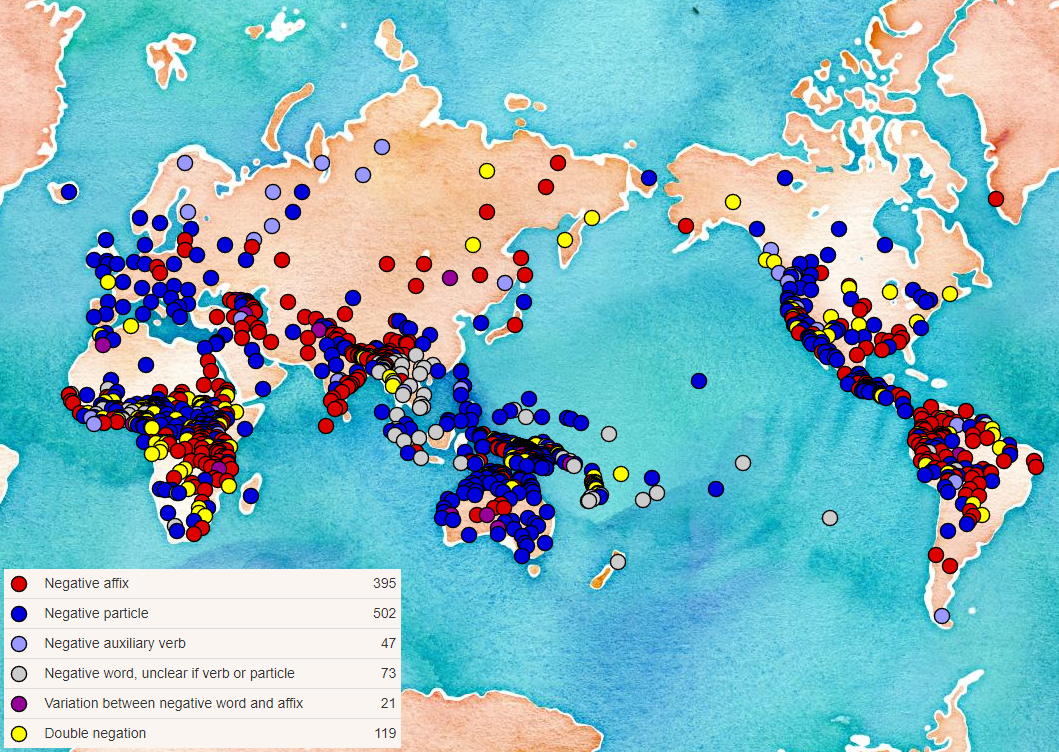
Carte du World Atlas of Language Structures illustrant la nature des morphèmes signalant la négation en proposition indépendante dans diverses langues du monde.

La nature grammaticale des morphèmes utilisés pour exprimer la négation varie selon les langues et le contexte d'énonciation. On peut mentionner :
- des adverbes (ex. ne... pas, non) ;
- des adjectifs (ex. aucun, nul) ;
- des verbes (ex. nier, ignorer) ;
- des verbes auxiliaires, comme dans de nombreuses langues ouraliennes ;
- des pronoms (ex. rien, personne) ;
- des prépositions (ex. sans, sauf) ;
- des conjonctions de coordination (ex. ni) ;
- des conjonctions de subordination (ex. sans que) ;
- des préfixes (ex. in-, non-, a-) ;
- des suffixes incorporés à la forme verbale, comme en turc ou en japonais ;
- des substantifs possédant une valeur sémantique négative intrinsèque (ex. carence) ;
- des propositions à valeur modale (ex. ce n'est pas que, il est faux de dire que, je conteste l'idée que), etc.
- et même des tons, par ex. en dioula[9] : [ɔnhɔn] (tons bas / haut) « oui », [ɔnhɔn] (tons haut / bas) « non ».

On peut distinguer négation lexicale (impossible) et négation grammaticale (il ne viendra pas).
On voit que les morphèmes de la négation sont aussi bien incidents à la phrase ou au verbe (c'est le cas des adverbes négatifs) qu'au lexème (c'est le cas des affixes).
Les adverbes de négation sont parfois regroupés dans la catégorie des adverbes d'opinion, au même titre que les adverbes d'affirmation (ex. oui, certes, parfaitement) et de doute (ex. probablement, vraisemblablement).

### Fréquence des termes négatifs
À titre indicatif, une analyse de fréquence sur un corpus composite en langue russe de plus d'un million de mots indique que le mot ne (« ne pas ») est 3e en russe (1,82 % du total), derrière v (« dans », 4,06 %) et i (« et », 3,43 %) – et ce sans compter les nombreux adjectifs et adverbes commençant par les préfixes ne- ou ni-. Net (« non » ou  "si") arrive 51e (0,20 %), ni (« ni ») 79e (0,14 %) et bez (« sans ») 81e (0,13 %). Ničto / ničego, nel'zja, nikto, nikogda (« rien, il ne faut pas, personne, jamais ») représentent chacun entre 0,03 % et 0,06 % du total.

## Signification de la négation
Selon Willard van Orman Quine, « le critère sémantique de la négation est qu'elle change toute phrase courte qui serait de nature à inciter à l'assentiment en une autre qui inciterait au dissentiment, et vice versa ».

### Une primitive sémantique
Dans sa quête des primitives sémantiques universelles, Anna Wierzbicka admet que, parmi les universaux lexicaux, la négation (qu’elle définit comme un « métaprédicat ») est « probablement celui qui est le moins sujet à controverse ». Pourtant, elle n’a introduit NOT dans sa liste de primitives que tardivement : les versions initiales (1972, 1980) incluaient à la place « don’t want », ou « diswant » (littéralement « veux pas »), la négation étant considérée avant tout comme un rejet.
Ce qui l’a conduite à réviser sa position (« ‘not’ is simply ‘not’, and it cannot be reduced to anything else ») fut l’étude de l’acquisition du langage par les enfants. Elle aboutit, avec Lois Bloom, à considérer trois usages fondamentaux de la négation chez l’enfant :
- la non-existence (il n’y a pas) ;
- le rejet (je ne veux pas), qui pourrait représenter une négation prélogique[17] ;
- la dénégation (ce n’est pas).

Toutefois, elle conserve une réticence à considérer la négation comme équivalente entre les oppositions Je veux / je ne veux pas et Je sais / je ne sais pas.
Culioli oppose l'opération primitive de négation à l'opération construite de négation, étudiée à partir de l'analyse des marqueurs de négation et de leur évolution. Ces opérations mettraient toutefois toutes deux en évidence deux aspects fondamentaux : celui du rejet, qualitatif et subjectif, et celui, quantitatif, de l’absence ou plus largement du hiatus (ou discontinuité). Il évoque aussi l’altérité (« ce n'est pas cela qui est le cas »).

### Négation logique et négation linguistique
La notion de négation est intimement liée à celle de vérité, envisagée comme l'adéquation entre une représentation mentale (ou son expression), et son objet dans un monde référent ; on parle de sémantique vériconditionnelle.
La question de la vérité par elle-même dépasse le cadre de la discussion : tout énoncé linguistique peut bien sûr être entaché d'erreur ou d'approximation, ou encore être volontairement faux (mensonge).

#### Logique classique
En logique classique, toute proposition est considérée, soit comme vraie, soit comme fausse (principe du tiers exclu), ce qui s’énonce : {\displaystyle A\vee \neg A} (le symbole {\displaystyle \neg } représentant la négation, définie comme un connecteur logique). La négation de la négation de A est équivalente à A. Il n'existe donc que deux valeurs de vérité possibles.
La logique est atemporelle : elle ne prend pas en compte l'évolution possible dans le temps des valeurs de vérité.
Dans les domaines basés sur la logique classique, comme la géométrie, il y a toutefois lieu de préciser dans quel cadre on se situe. Ainsi, « la somme des angles d'un triangle est égale à 180° » est une proposition toujours vraie en géométrie euclidienne, mais non dans l'espace, en raison de la courbure spatiale.
Outre le symbole {\displaystyle \neg } (Unicode U+00AC), on utilise parfois pour représenter la négation :
- le symbole ~ (opérateur tilde, Unicode U+223C)[18].
Exemple : {\displaystyle p\Rightarrow \sim q} (p implique non-q)
- l'opérateur littéral NOT ou NON, suivi d'une expression (prédicat) entre parenthèses.
Exemple : NON(p).
- le trait de surlignage (anglais : overline), comme dans le titre du roman de A. E. van Vogt, Le Monde des Ā, où Ā se lit en anglais null-A, en français non-A[19].
Exemple : {\displaystyle {\overline {A\cdot B}}} (fonction logique NAND).

#### Logiques intuitionniste et linéaire
En logique intuitionniste le statut de la négation est différent de celui de la logique classique puisque le tiers exclus n'y est pas reconnu et une proposition n'est pas équivalente à sa double négation. Plus précisément, dans cette logique on a {\displaystyle p\Rightarrow \neg (\neg p)}, mais on n'a pas {\displaystyle \neg (\neg p)\Rightarrow p}.
La logique linéaire propose une notion de négation linéaire ({\displaystyle A^{\bot }} ou {\displaystyle nil(A)}).

#### Logiques multivaluées
Divers systèmes ont été proposés pour prendre en compte des situations plus complexes, et des valeurs de vérité multiples. Ce sont essentiellement les logiques à 3 valeurs qui ont trouvé des applications en intelligence artificielle ; toutefois, la valeur intermédiaire (ici notée i) prend des significations différentes selon les systèmes. Ainsi :
- dans le système de Stephen Cole Kleene, i signifie inconnu (la proposition est vraie ou fausse, mais on ne connaît pas sa valeur de vérité) ;
- dans le système de D. A. Bochvar, i signifie paradoxal, ou dénué de sens, absurde. Ceci permet de traiter par exemple la proposition (due à Russell) : L'actuel roi de France est chauve (voir Description définie, et plus bas : Pragmatique de la négation) ;
- le système de Jan Łukasiewicz permet de traiter l’avenir contingent ;
- Philippe Cornu propose de tenir compte des propositions dont la valeur de vérité, constamment connue, peut changer au cours du temps (logique de l'instable)...

Par ailleurs, on peut aussi associer un degré, ou coefficient (de fiabilité, de vraisemblance, de précision... ; représenté par exemple par une valeur comprise entre 0 et 1) à une proposition, comme dans les systèmes experts de diagnostic médical, mécanique ou autre (voir Logique floue).

#### Langues naturelles
La langue, dont le référent est le monde perçu comme réel et non un sous-système logique, ne peut se contenter d'exprimer une opposition absolue de type vrai / faux, ni même d'utiliser une logique comportant un nombre prédéterminé de valeurs (d'où la frustration que peut ressentir la personne devant répondre à un sondage d'opinion ne comportant que des questions de type oui / non, celles-ci n'étant destinées qu'à faciliter le traitement des réponses).
La négation au sein d'un énoncé peut notamment concerner :
- la dimension temporelle (ou historique) (ex : Bonn n'est plus la capitale de l'Allemagne)
- un élément particulier du prédicat (ex : Jean n'est pas arrivé à Paris dans une 2CV rouge peut se justifier, selon le cas, par la négation de Jean, de arriver, du temps passé, de Paris, de 2CV, de rouge..., ou de plusieurs de ces éléments)
- une quantification ou l'expression d'un degré de scalarité (ex : Il ne gagne pas beaucoup d'argent ; je ne le vois pas très souvent ; cette soupe n'est pas chaude [elle est tiède])
- la modalité (aléthique, épistémique, boulique...) associée à la proposition
- l'expression (adéquation du terme, registre de langue...) (ex : il ne lui a pas demandé de sortir, il l'a fichu à la porte)
- etc.

De plus, même lorsqu'à première vue une négation linguistique semble s'apparenter à une formulation logique, son interprétation n'est pas forcément la même. Elle n'a pas manqué une séance se comprend généralement comme "elle n'en a manqué aucune" ( "une" étant compris comme article indéfini : nombre de séances manquées < 1), alors qu'en « logique pure » on peut facilement formuler une combinaison  des deux sens possibles de "une", article ou adjectif numéral cardinal en écrivant: (nombre de séances manquées < 1) OU (nombre de séances manquées > 1).
Enfin, contrairement aux langages logiques, les langues naturelles comportent toujours une part d'ambigüité, consciente ou non dans l'esprit du locuteur.

#### Langages informatiques
Tous les langages informatiques comportent un opérateur booléen NOT, ou son équivalent. Il s'agit d'un opérateur unaire (i.e., qui n'accepte qu'un seul argument). Placé devant un opérande unique, il inverse la valeur booléenne de cet opérande (il la transforme en son complément logique). Pour inverser la valeur d'une expression plus complexe, comprenant des AND et des OR par exemple, on joue habituellement sur les parenthèses.
Généralement, il existe aussi un opérateur de comparaison spécifique, incorporant la négation. ex. : != ou ne pour signifier not equal (donc différent), qui s'oppose à == ou eq (equal, égal). La comparaison distingue parfois entre l’égalité (même valeur) et l’identité (approximativement : même valeur et même type) : on utilise alors des opérateurs différents.
Par ailleurs, il peut exister un opérateur spécial réalisant le « complément bit à bit » (comme en JavaScript: ~). Celui-ci représente en quelque sorte une variété particulière de négation, spécifiquement informatique.
Enfin, il existe dans certains langages des valeurs particulières, dont la prise en compte oblige à élargir les tables de vérité booléennes habituelles. ex. : Null (peut indiquer que la variable n'a pas encore été initialisée), NaN (Not a Number) (résultat d'une opération incompatible avec les règles arithmétiques)...

### Polarité, contradictoires, contraires, scalarité

#### Polarité et négation

Le Yáng et le Yin sont des notions polaires complémentaires.

Par polarité, on entend habituellement une manière d’envisager un concept unique comme soumis à deux directions antinomiques, appelées pôles. Chacun des deux concepts polaires ne peut se définir que par rapport à son opposé, il n’a pas d’existence en soi. Ainsi il ne peut y avoir de pôle nord sans pôle sud, de pôle + sans pôle -, de Yáng sans Yin, etc. Selon les cas, on parlera d’opposé, d’inverse, de contraire, de contradictoire, de complémentaire, d’antinomie, d’antagonisme, de disjonction, de dichotomie, la différence entre ces termes n’étant pas toujours très nette. (Le terme de polarité est parfois entendu dans le sens restreint du seul « statut positif ou négatif de l'existence d'un événement »).
Dans la langue, il est facile de relever des couples de termes de ce type, notamment parmi les adjectifs :
ex. :  grand # petit, haut # bas, chaud # froid, nombreux # rare(s)...
ex. :  mâle # femelle, nuit # jour...
La polarité est souvent orientée conceptuellement, c'est-à-dire que dans de tels couples, l'un est connoté positivement, l'autre négativement. La connotation peut-être soit quasi universelle (fort # faible, gai # triste), soit culturelle (ex: gauche est connoté négativement dans de nombreuses cultures, le latin sinister signifiant gauche, mauvais, pervers, défavorable). Les manifestations linguistiques de la dissymétrie des termes entrant en relation de polarité sont très variées, allant du sens à la combinatoire des vocables : le fr. nuit peut souvent se définir comme « absence de jour », le fr. jour comme « l'absence de nuit » (même si l'absence de jour peut être seulement l'obscurité), mais c'est aussi l'espace de temps de 24h contenant l'absence de nuit et l'absence de jour ; on dit « haut comme trois pommes » pour marquer la petite taille, haut fonctionnant alors à l'instar d'un hyperonyme,.
Lorsqu’il existe des termes intermédiaires (tiède) ou dont la force excède celle des termes habituels (brûlant, glacé), on introduit la notion de scalarité (voir plus bas). Sinon, il s’agit d’antinomies considérées comme exclusives.
En linguistique, on parlera d’antonymie, de plusieurs types selon la nature du concept considéré : complémentaire, scalaire, dual... L’application de la négation linguistique à un terme « polaire » ne produira un résultat logiquement prévisible que s’il s’agit d’une antonymie complémentaire (pas présent signifie bien absent). Si le concept est scalaire, le résultat est bien plus nuancé : pas chaud ne signifie pas forcément froid par exemple ; pas blanc ne peut signifier noir que dans des contextes particuliers... Dans le cas de l’antonymie duale (termes considérés comme opposés par l’usage), ce que signifie la négation de l'un des termes dépend fortement du contexte : pas de soleil peut signifier pluie ou lune, pas manger : boire ou jeuner, etc.
La négation appliquée à un quantificateur (tout, jamais, un, certains...) pose également des problèmes (voir plus bas), ces concepts ne semblant pas être bipolaires, mais tri- ou quadripolaires.
Enfin, pour un grand nombre de termes (dont la plupart des substantifs et des verbes), le concept de polarité ne s’applique pas, et la négation ne peut donc s’interpréter dans ce cadre : pas de papier ne signifie ni le contraire, ni l’inverse de papier (ce qui n’aurait pas de sens), mais : absence de papier ; ne pas écrire signifie s’abstenir d’écrire ou faire autre chose qu’écrire ; pas bleu signifie d’une couleur, quelle qu’elle soit, qui ne peut être qualifiée de bleue (et non pas orange).

#### Contradictoire et contraire
En logique, deux termes sont dits contradictoires s'ils « englobent tout ce qui existe et excluent tout moyen terme » (ceci rejoint la notion de complémentaire), alors que deux termes contraires « ont un ou plusieurs moyens termes » (voir ci-après : La scalarité).
Otto Jespersen fait remarquer que les termes contradictoires sont souvent exprimés par des dérivés (malheureux, impossible, désordre, non-violence), alors que pour les termes contraires, on utilise très souvent des paires de mots de racines différentes : jeune / vieux, bon / mauvais, grand / petit. L'espéranto constitue une exception remarquable à cette règle, puisqu'il utilise systématiquement le préfixe mal- pour former les contraires (et ne- pour les contradictoires ; voir plus bas).

#### La scalarité
Un concept est dit scalaire (du latin scala, échelle) lorsque les termes qui en relèvent peuvent être disposés de façon ordonnée sur un axe orienté (symétrique ou non) ; on parle aussi de gradation. Exemples :
ex. :  glacé ← froid ← frais ← (neutre) → tiède → chaud → brûlant
ex. :  aucun → un seul → quelques-uns → un certain nombre → beaucoup → presque tous → tous
D'un point de vue logique, ces termes sont liés par une relation d'implication :
ex. :  beaucoup implique quelques-uns, mais non l'inverse.
Selon certains, dans le cadre de la négation descriptive, une loi d'abaissement s'appliquerait généralement :
ex. : Il ne fait pas froid peut signifier qu'il fait doux, tiède, chaud, mais non qu'il fait glacial.
Cette loi s'appliquerait également aux valorisations chiffrées :
ex. : Il n'est pas resté cinq minutes signifie qu'il est resté moins de cinq minutes (« pas même » cinq minutes) ;
et aux quantificateurs :
ex. : pas beaucoup (« moins que beaucoup, assez peu »), pas un seul (« aucun »).
Il n'est cependant pas difficile de trouver des contre-exemples :
ex. : Je ne fais pas les trente-cinq heures, moi ! signifie que je travaille beaucoup plus que trente-cinq heures ;
ex. : Ça ne m'a pas coûté trois francs six sous.
Il faut également prendre garde à l'orientation argumentative. Ainsi, le terme peu (de) est orienté négativement (contrairement à quelques, un peu), et donc :
ex. : Il n'est pas peu fier signifie « il est très fier », et non « il est moins que peu fier ».
L'utilisation de [et] même permet de repérer une gradation :
ex. : Il est intelligent, et même génial.
À la forme négative, il est plus naturel d'inverser l'ordre des termes doit (loi d'inversion argumentative) :
ex. : Il n'est pas génial, ni même intelligent.
mais Il n'est pas intelligent, encore moins génial est possible.
Il faut se rappeler que l'interprétation de qualificatifs tels que grand, haut... dépend de la classe d'objets considérés :
ex. :  Cet arbuste n'est pas haut (il fait moins de 1,50 m par exemple) ; cet immeuble n'est pas haut (il fait moins de 15 mètres).

#### Changement de paradigme
La rhétorique joue fréquemment sur l'ambigüité de la signification de la négation, selon qu'on se place dans le cadre des contradictoires ou de la scalarité.
Ainsi accepter et refuser semblent contradictoires, mais ne le sont pas si l'on envisage des situations intermédiaires telles que j'accepte, mais je ne prends pas la responsabilité des conséquences négatives éventuelles de cette acceptation, j'accepte, mais je ne pourrai agir en conséquence qu'au bout d'un certain temps, etc.
Dans La nuit, tous les chats sont gris, le prédicat sont gris représente la négation de ont une couleur discernable. La publicité télévisée où deux ménagères exhibent chacune une chemise, l'une tellement blanche qu'elle est en fait légèrement bleue et l'autre tellement grise qu'elle paraît légèrement jaune, repose sur une notion de « gris » opposé à « blanc », donc sur une logique binaire. La marque concurrente, qui promeut un produit qui laverait « plus blanc », cherchera à utiliser les mêmes mots, mais en se plaçant dans une autre perspective, en remplaçant l'alternative blanc ou gris par un continuum dans lequel blanc n'est pas non-gris, mais l'une des extrémités d'une gamme qui s'étendrait d'un blanc idéal à un gris sale, synonyme de « comme s'il n'y avait rien eu de fait ».

### Négation et quantificateurs

#### Le carré des oppositions

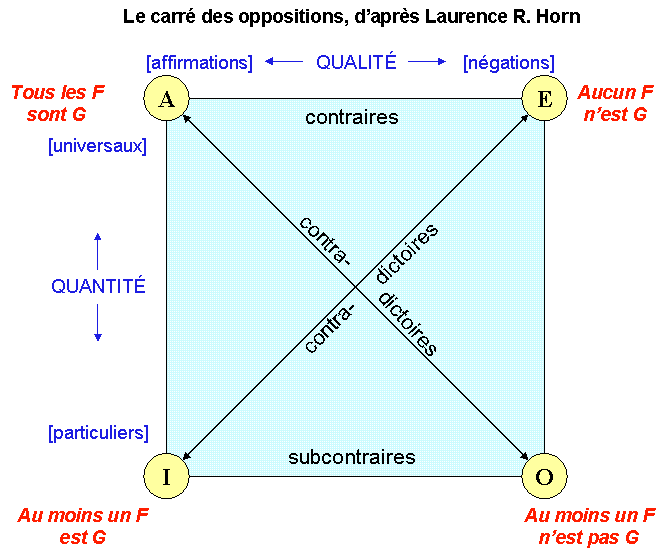
Carré logique des oppositions.

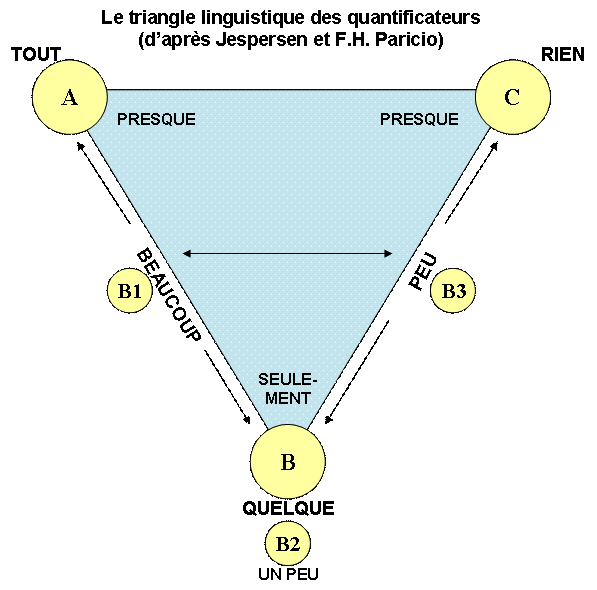
Triangle linguistique des quantificateurs.

Laurence R. Horn, à la suite de Jespersen, a mis en évidence une particularité remarquable des langues naturelles, en rapport avec le carré logique des oppositions : s'il existe des mots pour les quantificateurs universels affirmatifs (tous, chaque), universels négatifs (aucun, nul), particuliers affirmatifs (quelques, certains), on ne trouve dans aucune langue de terme élémentaire pour les particuliers négatifs (angle O du carré). Il faut recourir à des contournements négatifs telles que : pas tous les, ce qui fait ressortir un « trou lexical » systématique.
À partir de l'exemple :
1. Certains hommes sont chauves
2. Certains hommes ne sont pas chauves

Horn conjecture que (2) diffère de (1) au niveau de ce qui est dit (les conditions de vérité), mais pas au niveau de ce qui est communiqué (implicature), puisque dans les deux cas, la proposition communique :
Certains hommes sont chauves et certains hommes ne sont pas chauves
Et donc que les langues ont tendance à ne pas lexicaliser les valeurs complexes, telles que : quelques... ne... pas, pas toujours, pas les deux, pas... et...
Jacques Moeschler fait remarquer que contrairement aux affirmations, les négations ne se positionnent pas sur une échelle quantitative (scalarité). Son interprétation est que les trous lexicaux détectés ont pour cause « l'absence de rendement [efforts cognitifs-effets cognitifs] dans le calcul des explicatures (spécifications) dans des expressions faibles négatives » : les langues n'auraient en fait pas besoin de mots pour exprimer (O), cette notion n'étant pas ressentie comme suffisamment « pertinente ».

### Absence, privation

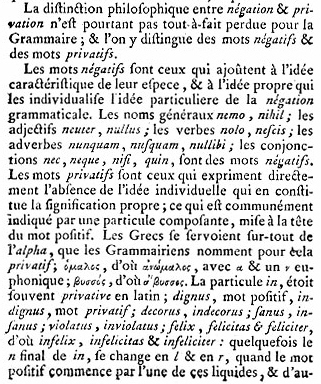
Article négation de l'Encyclopédie de D'Alembert et Diderot. Le grammairien Nicolas Beauzée, auteur de l'article, y distingue mots privatifs et mots négatifs.

Dès le XVIIIe siècle, dans l'Encyclopédie de d'Alembert et Diderot, Nicolas Beauzée distinguait « mots négatifs » et « mots privatifs » :
« Ainsi la principale différence entre les mots négatifs & les mots privatifs, c’est que la négation renfermée dans la signification des premiers, tombe sur la proposition entiere dont ils font partie & la rendent négative ; au-lieu que celle qui constitue les mots privatifs, tombe sur l’idée individuelle de leur signification, sans influer sur la nature de la proposition. »
La notion d'absence ou de privation peut être notamment exprimée par un préfixe (ex : apatride), par l'expression pas de ou par une préposition, comme sans, qui peut s'appliquer à un nom comptable ou non.
Monneret et Rioul font remarquer que dans le cas d'un nom comptable, le substantif suivant sans sera au singulier ou au pluriel en fonction de son prototype. Ainsi, dans ce passage de Jules Supervielle :
ex. : Jusqu'à ce que le sol ne soit / Que le reste d'une statue / Sans bras, sans jambes et sans tête
bras et jambes sont au pluriel, tête au singulier, conformément à l'idée qu'on se fait d'une statue ; tandis qu'on écrira plutôt :
ex. : une hydre sans têtes.
Lorsque le prototype n'est pas marqué quant à la partie dont sans signifie l'absence, il y a hésitation :
ex. : une pièce sans fenêtre(s), une veste sans poche(s)
Dans la phrase suivante, le choix se fera en fonction du présupposé :
ex. : Il a rendu une copie sans faute(s)
(On mettra faute au pluriel pour signifier « il a su éviter les fautes », au singulier pour effectuer un simple constat : « zéro faute dans la copie »).

### Tentative de synthèse
Déclarer à quelqu'un : « Je ne vous aime pas » dénote habituellement, sinon une haine, du moins une hostilité ou un mépris à l'encontre de l'interlocuteur, donc un sentiment généralement considéré comme inverse de l'amour. Toutefois dans un autre contexte, dire de quelqu'un qu'on ne l'aime pas peut signifier simplement qu'on éprouve une absence d'amour à son endroit, ce qui peut signifier que le sentiment est limité à de l'amitié, à de la sympathie, à un certain intérêt, ou encore à une indifférence totale.
La négation peut donc, selon le cas :
- évoquer un concept diamétralement opposé au concept nié, ou son complémentaire ;
- atténuer la valeur du concept évoqué ;
- réduire à une valeur nulle la valeur de ce concept ;
- réfuter la pertinence du concept (ex : Ce n'est pas immoral, c'est amoral).

## L’objet de la négation: la portée
La question de la portée (anglais : scope) de la négation dans une phrase revêt une importance cruciale, notamment pour la traduction automatique et l'intelligence artificielle. Noam Chomsky par exemple interprétait initialement la phrase « Pierre n'aime pas Marie » comme « Pierre aime Marie + transformation négative ». Dans la version étendue de sa grammaire générative et transformationnelle (1965), il constate que cette phrase peut aussi correspondre à : Pierre n'aime pas Marie (il aime Suzanne) ; Pierre n’aime pas Marie (il l'adore) ; Pierre n'aime pas Marie (c'est Hector qui aime Marie). La sémantique déborde sur la syntaxe, la question étant : qu'est-ce qui est nié au juste ?

### Négation de phrase et négation de constituant
On distingue entre la négation de phrase, ou phrastique, ou totale, et la négation de constituant, ou partielle. La négation de phrase, réputée « plus facile à représenter comme modale », peut s'interpréter comme « une sorte de refus » appliqué à « la proposition complète », qui peut se paraphraser en faisant précéder la proposition niée de Il est faux que, à l'instar de ces langues où la négation est un verbe mis en tête de l'énoncé. Toutefois, la distinction n'est pas toujours évidente (exemples de Ducrot) :
ex. : Je n'ai pas lu certains ouvrages de X (négation de constituant)
s'oppose bien à :
ex. : Je n'ai pas lu tous les ouvrages de X (négation de phrase),
mais ces exemples rejoignent le problème général de la négation des quantificateurs (certains, tous) ; d'autre part :
ex. :  Il n'aime pas les flics
serait une négation de constituant, alors que :
ex. :  Il n'aime pas les femmes
serait une négation de phrase, au motif que ne pas aimer les femmes ne dénoterait pas « une horreur particulière pour les femmes » et que cette phrase se présenterait comme « rejetant une opinion préexistante, admise ou au moins vraisemblable » (interprétation polyphonique).
Ces distinctions affectent le degré de détermination des groupes nominaux et sont parfois marquées. Le russe oppose ainsi deux formes de complément d'objet des verbes nié, suivant que ce complément est intégré à la portée (complément au génitif) ou exclu (complément à l'accusatif ; cf. également infra).

### Portée et foyer de la négation
Selon le linguiste Nølke, Larrivée il faudrait distinguer portée et foyer de la négation, le foyer étant, selon Nølke, « un segment de l'énoncé qui véhicule une parcelle d'information marquée comme essentielle », résultant de l'acte de focalisation. Touratier remarque que ce constituant apporte souvent « l'élément informatif central et le plus important de l'énoncé », ou encore le plus rhématique. Ainsi, selon la structure de la phrase, le foyer serait normalement :
- dans le cas d'un syntagme nominal (SN) sujet + verbe intransitif : le verbe.

ex. : Jean fume → Jean ne fume pas
- dans le cas d'un SN + verbe transitif + complément du verbe : le complément.

ex. : Jean fume le cigare → Jean ne fume pas le cigare
- dans le cas d'un SN + verbe + circonstant : le circonstant.

ex. : Jean fume (le cigare) dans la journée → Jean ne fume pas (le cigare) dans la journée
Il est facile de voir que le cas des quantificateurs doit être traité à part :
ex. : Tous les hommes rêvent de Brigitte Bardot → Tous les hommes ne rêvent pas de Brigitte Bardot (= pas tous les hommes)
ainsi que celui des adverbes modalisateurs, qui ne sont pas des circonstants :
ex. : Paul n'a pas vraiment convaincu l'auditoire (= On ne peut pas vraiment dire que Paul ait convaincu l'auditoire) ; comparer avec :
ex. : Paul n'a pas facilement convaincu l'auditoire (= Il l'a convaincu, mais avec peine).

### Remarques
- Les hésitations sur la portée de la négation en français ou en anglais par exemple semblent aggravées par l'ambigüité de la formulation négative dans ces langues. L'exemple dû à Christina Heldner[37] et tiré d'un article du Nouvel Observateur :

ex. : Je n'ai pas cité le nom de Robert Hersant à la légère
ne soulèverait par exemple aucun problème de portée en russe :
ex. : Ja neslučajno upomjanul imja R.H. (litt. Je pas-au-hasard ai-cité nom R.H.)
où la négation (ne-) est orthographiquement accolée à l'adverbe.
Il faut toutefois rappeler que le français, comme d'autres langues, possède la ressource du clivage pour mettre l'accent sur le terme nié :
ex. : Ce n'est pas à la légère que j'ai cité le nom de R.H.
- La question de la portée peut apparaître particulièrement subtile dans le cas de la négation appliquée à certaines modalités. Ainsi, pour la modalité épistémique[18] :

ex. : Pierre est certain que Sophie reviendra (la certitude entraîne normalement l'indicatif)
ex. : Pierre n'est pas certain que Sophie reviendra (il pense qu'elle reviendra, mais sans certitude : indicatif)
ex. : Pierre n'est pas certain que Sophie revienne (il doute qu'elle revienne : subjonctif).
- Il y aurait lieu de prendre en compte pour l'interprétation de la négation l'aspect télique ou non du prédicat nié. Ainsi, dans les exemples suivants, l'adverbe vite (et donc sa négation) n'a pas le même sens :

ex. : Il ne court pas vite (= il court, mais pas vite [sa vitesse est faible] ; atélique)
ex. : Cette lettre n'arrive pas vite (= cette lettre met du temps à arriver, je l'attends depuis longtemps, et non : cette lettre arrive, mais pas vite ; télique).
De fait, les typologues (cf. par ex. l'ouvrage de Claude Hagège cité en note) relèvent que dans près de la moitié des langues connues, la négation s'accompagne d'une réorganisation des indices aspecto-temporels (cf. infra l'exemple de la relation négation/accompli en mandarin).

### Modalité ou assertion
La négation d'une proposition simple peut s'interpréter de plusieurs manières (d'après Ducrot ; NEG représentant une modalité négative) :
1. NEG (p) : modalité négative appliquée au dictum
2. {\displaystyle \vdash (\neg p)} : assertion d'un dictum négatif
3. NEG {\displaystyle (\vdash p)} : modalité négative appliquée à une assertion.

Selon Ducrot, l'interprétation (1) est généralement préférée par les linguistes, en raison des spécificités de la négation, alors que (2) est préférée par les logiciens (dont Frege). La formulation (3) s'appliquerait par exemple à la négation métalinguistique.

### Négation illocutionnaire et négation propositionnelle
John Searle distingue deux éléments de la structure syntaxique de la phrase : le marqueur de contenu propositionnel (indiquant la proposition exprimée) et le marqueur de force illocutionnaire (indiquant l'acte illocutionnaire accompli). Ceci lui permet de rendre compte de la distinction entre négation illocutionnaire et négation propositionnelle, comme dans les exemples suivants [représentation formelle entre crochets] :
ex. : Je ne te promets pas que je viendrai [{\displaystyle \neg F(p)}]
ex. : Je te promets que je ne viendrai pas [{\displaystyle F(\neg p)}]

## Spécificité de l’énoncé négatif

### La conception freudienne
Sigmund Freud, cité par Émile Benveniste, considérait que la négation pouvait traduire un refoulement, dans le sens d'un refus d'admission préalable :
« Un contenu refoulé de représentation ou de pensée peut s'introduire dans la conscience sous la condition qu'il se fasse nier. La négation est une manière de prendre conscience de ce qui est refoulé, et même proprement une suppression du refoulement, mais qui n'est cependant pas une admission de ce qui est refoulé... Il en résulte une sorte d'admission intellectuelle de ce qui est refoulé, l'essentiel du refoulement subsistant néanmoins. »
Selon Benveniste, « le facteur linguistique est décisif dans ce procès complexe », et « la négation est en quelque sorte constitutive du contenu nié, donc de l'émergence de ce contenu dans la conscience et de la suppression du refoulement » ; si le sujet conserve une répugnance à s’identifier au contenu, il n'a pas de pouvoir sur l’existence de ce contenu.

### L’aspect «polémique» de la négation

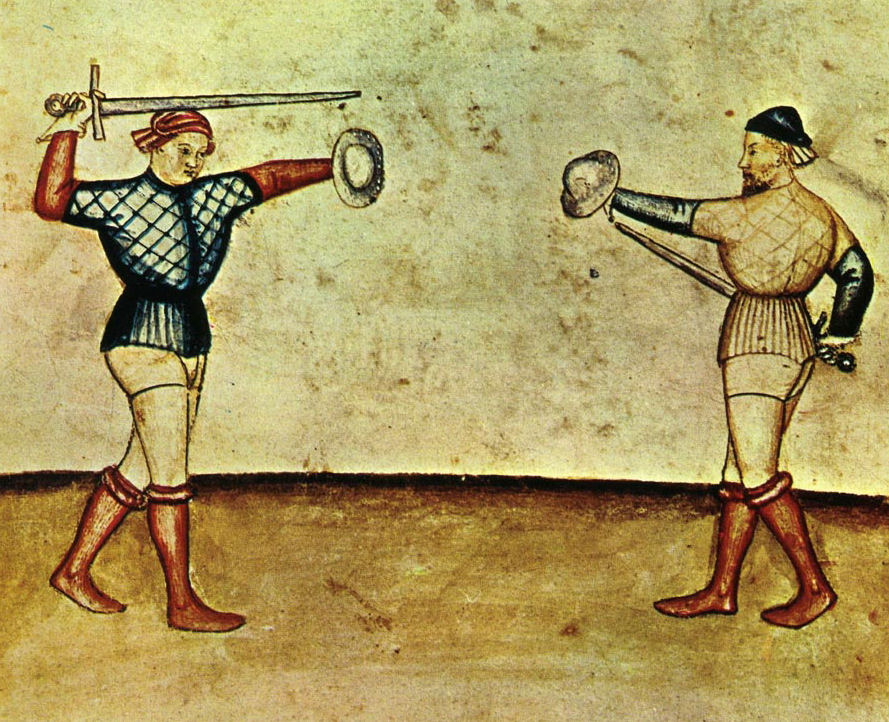
Polémique (du grec, « guerre ») : « discussion, controverse ».

La négation déclarative n'est pas une formulation neutre. Elle répond habituellement, pour la réfuter ou la désapprouver, à une assertion, selon le cas :
- effectivement exprimée par un interlocuteur, dans le cadre d'un dialogue direct
- précédemment exprimée par un tiers (une autorité, un média, la doxa...), et (supposée) connue
- hypothétique, c'est-à-dire qui aurait pu être formulée par quelqu'un, ou que le locuteur aurait pu se formuler à lui-même.

Dans le sens où la négation se présente alors comme un « jugement sur un jugement », sa définition en tant que modalité paraît justifiée.
Lorsque l'assertion niée était elle-même à la forme négative, sa réfutation prend, grammaticalement, une forme affirmative.
ex. : – Tu ne m'as pas rendu mes dix euros. – Si, je te les ai rendus !
Il n'existe pas dans toutes les langues de terme équivalent au si français. En russe par exemple, on utilisera plutôt da pour signifier qu'on est d'accord avec la proposition énoncée (qu'elle soit à la forme affirmative ou négative), et net [n'et] pour exprimer son désaccord (voir aussi plus bas le cas du japonais).
Ducrot oppose à la négation polémique la négation descriptive, qui ne constituerait pas une réfutation, mais une information de type négatif. L'exemple mentionné par Touratier :
ex. : Pierre ne doit pas fumer
paraît toutefois douteux, dans le sens où : 1/ cet énoncé est ambigu ou incomplet hors contexte, 2/ devoir est un verbe à valeur modale (déontique ou épistémique selon le cas). On peut interpréter cet énoncé comme :
- l'assertion « Pierre a le droit de fumer » est fausse ;
- Pierre a le devoir moral de ne pas fumer ;
- (autre possibilité : on suppose que Pierre n'est pas fumeur, ce qui sort toutefois du présent cadre).

Ces deux négations sont aussi en jeu dans les deux usages de mais, ainsi que dans les différents usages de non (voir article détaillé : Négation en français).

### Asymétrie de la négation
Dans une logique binaire, la négation d'une négation devrait revenir à l'affirmation initiale. Ce n'est pas forcément le cas en linguistique :
ex. : Je ne veux pas {\displaystyle \equiv } je refuse, mais :
ex. : Je ne refuse pas {\displaystyle \not \equiv } j'accepte
ex. : Tu n'es pas gentil {\displaystyle \equiv } tu es méchant, mais :
ex. : Tu n'es pas méchant {\displaystyle \not \equiv } tu es gentil.
Divers autres indices montrent que négation et affirmation n'ont pas le même statut. C'est le cas du « ou asymétrique », introducteur, selon Chih-Ying Chiang, d'un « contexte négatif » empêchant la permutation des deux termes :
ex. : C'est cela ou rien, c'est lui ou personne # * C'est rien ou cela, personne ou lui
ex. : De gré ou de force # * De force ou de gré
ex. : La liberté ou la mort ! # * La mort ou la liberté !
ex. : Qu'il parle maintenant ou se taise à jamais # * Qu'il se taise à jamais ou parle maintenant
même s'il existe des contre-exemples :
ex. : Prenez-le mort ou vif ; quitte ou double...
Par ailleurs, la négation déclarative est généralement moins informative que l'affirmation, du moins quand il ne s'agit pas de termes simplement contradictoires.
ex. : Le drapeau français contient du bleu # Le drapeau français ne contient pas de vert.

### Les termes à polarité négative
Il existe des mots ou des expressions qui ne peuvent normalement s'employer qu'à la forme négative : on dit qu'ils ont une polarité négative. Ainsi, en français :
ex. : grand-chose (qui a valeur de pronom indéfini)
ex. : lever le petit doigt, en démordre, faire une et deux, tomber de la dernière pluie...
Tyvaert suggère que de telles expressions sont conçues directement sous leur forme négative, contrairement au fonctionnement habituel de la négation dans l'esprit (d'abord le concept, puis sa négation) : ce seraient « des propositions négatives considérées pour elles-mêmes (sans renvoi à autant de propositions positives qui permettraient de les obtenir par composition) ».
Certaines de ces locutions ont toutefois d'autres emplois possibles (hypothèse, interrogation) :
ex. : Il refuse de parler à qui que ce soit / Qui que ce soit, il attendra / Avez-vous vu passer qui que ce soit ?
ex. : Je n'en ai pas la moindre idée / La moindre idée serait la bienvenue / En as-tu la moindre idée ?

### Négation, existence et deixis
S'il est possible de nier l'existence de quelque chose, il n'est en revanche pas possible de nier un déictique :
ex. : Il y a des nuages → Il n'y a pas de nuages ;
ex. : Voici ton chapeau → * Ne voici pas ton chapeau.
En anglais, cette distinction requiert une plus grande attention, du fait de la proximité des formes :
ex. : There was a man shot → There wasn't a man shot « Il y a eu / n'y a pas eu un homme abattu » ;
ex. : There comes Harry → * There doesn't come Harry « Voici Harry qui vient / * Voici Harry qui ne vient pas ».

## Pragmatique de la négation

### La calvitie du roi de France

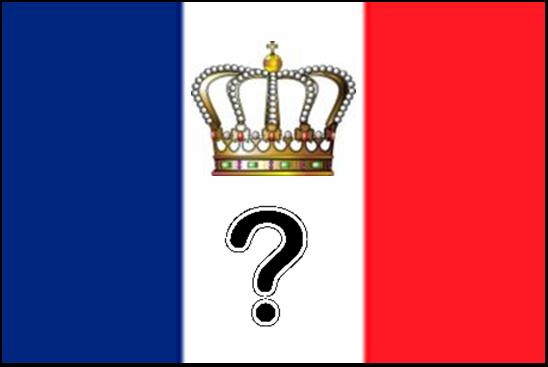
L'actuel roi de France est-il chauve ?

Les propositions du type L'actuel roi de France est / n'est pas chauve (ou équivalent) ont fait couler beaucoup d'encre. Quelle est leur valeur de vérité, et que signifie leur négation ?
- du point de vue de Gottlob Frege[42], une telle phrase s'interprèterait comme suit : « le roi de France » dénote un individu (vorausgesetzt = présupposé) ET celui-ci est / n'est pas chauve (assertion).
- Bertrand Russell défend l’idée qu’une phrase qui contient une description définie sans référent est tout simplement fausse ; il considère que la négation est ambigüe pour des raisons de portée.
- la position de Russell a été à son tour critiquée par Peter Frederick Strawson, qui considère que, si la présupposition (implication) est fausse, la question du sens de l’énoncé ne se pose pas.

Russell et Strawson se rejoignent toutefois sur la notion d’ambigüité des énoncés négatifs : il y aurait deux sortes de négation, soit sur un plan lexical, soit sur le plan de la portée.
On a fait appel dans le cadre de cet exemple canonique à la notion de portée large vs portée étroite (il n'y a pas de roi de France # la propriété d'être chauve n'est pas satisfaite par l'individu dont on dit qu'il est roi de France), ou encore de négation interne (qui n'attaque pas les présuppositions) vs négation externe (les attaquant).
Toutefois, Jacques Moeschler fait remarquer que la légitimité de cette distinction est posée, puisqu'on ne trouve pas, dans les langues naturelles, d'exemple de réalisation de ces deux types de négation. Par contre, il y aurait « une différence entre la vérité d'une proposition et son assertabilité » ; Laurence R. Horn propose ainsi de considérer une négation descriptive, vériconditionnelle, et une négation métalinguistique, non vériconditionnelle). La négation serait en fait sémantiquement univoque, mais aurait différents types d'emploi (point de vue pragmatique).
Ducrot utilise ces mêmes termes (négation « descriptive » et « métalinguistique ») à propos des exemples suivants :
ex. : Il n'y a pas un nuage au ciel. (négation descriptive, qui « parle de choses et non pas d'énoncés »)
ex. : Ce mur n'est pas blanc. (négation [généralement] métalinguistique, « énoncé sur un énoncé »)
et conclut que « lorsque la négation est employée de façon descriptive, il ne fait guère de doute qu'elle conserve les présupposés, notamment les présupposés d'existence », suggérant que les exemples habituels (le roi de France...) sont mal choisis et faussent la discussion.

### Négation non vériconditionelle
Selon Moeschler, « la négation est certainement l’exemple le plus spectaculaire pour montrer la divergence entre signification vériconditionnelle et sens pragmatique (non vériconditionnel) du connecteur. » Dans les exemples suivants, la négation n'affecte pas la valeur de vérité de la proposition, mais un autre aspect de l'énoncé (il s'agit donc de négation métalinguistique) :
ex. : – Mary : Est-ce que tu as coupé le viande ? – Max : Je n'ai pas coupé le viande, j'ai coupé la viande (contestation de la correction syntaxique de l'expression).
ex. : Anne n’a pas trois enfants, elle en a quatre (rectification du quantificateur)
ex. : Le directeur ne m’a pas demandé de sortir, il m’a foutu à la porte (rectification touchant à la manière associée à l'action et/ou au registre de langue).
ex. : Je ne suis pas son fils, il est mon père (rectification du point de vue).
ex. : Jean n'a pas cessé de fumer, il n'a jamais fumé (négation du présupposé : Jean fumait).
ex. : Il n'aime pas le café : il adore le café (rectification touchant à l'intensité du terme utilisé).
On remarque que ces énoncés sont auto-référentiels, et aussi (même si Moeschler ne le fait pas) que dans plusieurs de ces exemples, l'expression apparaît au premier abord comme paradoxale, précisément parce qu'on est davantage habitué à l'usage vériconditionnel de la négation. De telles phrases peuvent être considérées comme des effets de style, provoquant la surprise du destinataire, ou encore des clins d'œil. Fréquemment, on marquera dans de tels cas le terme nié, soit oralement, par l'intonation, soit typographiquement, par l'usage du gras (voir le 1er exemple), des guillemets, etc :
ex. : Anne n'a pas trois enfants, elle en a quatre.
ex. : Le directeur ne m'a pas « demandé de sortir », il m'a foutu à la porte.

### Aspect psychomécanique
La négation est aujourd'hui fréquemment analysée selon la théorie psychomécanique du langage de Gustave Guillaume. Les termes négatifs sont alors comparés et classés en fonction de leur charge négative : il existerait en effet, au cours de la construction de la négation en pensée, un mouvement de négativation, mouvement stoppé plus ou moins précocement selon que la négation est inachevée (comme la négation explétive) ou complète (comme la négation par non).

### Aspect psychologique
- Des expériences (Wason, Cornish)[46] ont montré que « la phrase négative est employée de préférence lorsque le locuteur veut nier une proposition dont il croit que son interlocuteur la tient pour vraie. » Ainsi, lorsqu'en présence d'un dessin l'on demande à des sujets de dire le plus rapidement possible si la phrase suivante est vraie ou fausse :

ex. : Le cercle n'est pas entièrement rouge
la réponse « vrai » est d'autant plus instinctive que le cercle en question contient une plus grande proportion de rouge (le partenaire pouvant croire qu'il est entièrement rouge).
- Bernard Pottier note[40] que la modalisation (dans laquelle il inclut la négation) est conceptuellement « un apport sur un support propositionnel » (« si l'on fait dessiner le panneau signifiant [Défense de fumer] à un public, 95 % commenceront par la cigarette, et le trait oblique sera tracé ensuite »), alors que la syntaxe du discours procède habituellement par anticipation[47]. On trouve pourtant des cas dans la langue où cette chronologie est respectée :

ex. : en espagnol, carteles no ou perros no (« défense d'afficher », « interdit aux chiens » ; litt. « des affiches, non », « des chiens, non »)
ex. : en russe, Vxoda net (« Défense d'entrer », litt. « d'entrée il-n'y-a-pas »)
ex. : en français : démissionner, ça, jamais !
Les langues des signes (voir infra) placent habituellement la négation en fin de phrase.
- Ronald Langacker[48] envisage la négation dans le cadre de l'opposition « figure - fond » (Foreground vs. Background) : le fond correspondrait à la conception positive qui est niée. Il considère le référent nié comme une « instance virtuelle » associée à un espace mental, ce qui apparaît dans la phrase suivante, où le pronom them renvoie à une entité virtuelle :

ex. : I don't have any pets, so I don't have to feed them. (« Je n'ai pas d'animaux de compagnie, de sorte que je n'ai pas besoin de les nourrir »).

### Usages particuliers

#### Particularités des phrases interro-négatives

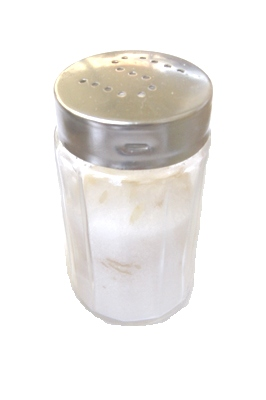
Salière de table ordinaire.

La négation est parfois utilisée dans les phrases interrogatives de la conversation comme une marque de politesse. Otto Jespersen mentionne la phrase suivante, naturelle en danois, mais parfois surprenante pour un étranger :
ex. : Vil De ikke række mig saltet ? (littéralement : ne voulez-vous pas me passer le sel ? ; en français, on dirait par exemple : pourriez-vous me passer le sel ?).
Elle semble correspondre dans ce cas à une atténuation de la formulation, ou à la suggestion courtoise d'une réponse dans le sens attendu. Ainsi, en français :
ex. : Ne prendrez-vous pas un verre de bière ? (ton de la suggestion, interprété comme plus poli que Prendrez-vous un verre de bière ?, trop direct ; anglais : Won't you have a glass of beer?).
On parle d’interrogation rhétorique, ou oratoire, lorsqu'on feint de poser une question pour mieux en suggérer la réponse, positive ou négative :
ex. : – N'est-il pas évident que nous sommes dans une impasse ? (interrogation négative, réponse suggérée : si, en effet).

#### Euphémisme et «politiquement correct»
L'usage de la négation participe de l'attitude actuellement répandue du politiquement correct, qui consiste notamment à utiliser des euphémismes et des périphrases pour éviter de nommer trop crûment certaines réalités. Ainsi, on dira un non-voyant de préférence à un aveugle, un SDF (« sans domicile fixe ») plutôt qu’un clochard, etc. Louis-Jean Calvet fait remarquer que l'évolution vers des termes tels que malentendants (au lieu de sourds) consiste, non plus à dire les choses différemment, mais à dire des choses différentes, donc à aboutir à une véritable distorsion de la réalité.

#### Ironie, litote, négation implicite
La négation est fréquemment utilisée dans le registre de l'ironie, où l'on sous-entend l'inverse de ce que l'on exprime:
ex. : Ne te fatigue pas, surtout !
et de la litote, où il faut entendre davantage que la signification littérale :
ex. : Ce n'est pas mal (sous-entendu : c'est assez bien)
ex. : Va, je ne te hais point (sous-entendu : je t'aime)
On peut parler de négation implicite dans le cas de certaines formulations comme :
ex. : Suis-je le gardien de mon frère ? (question rhétorique) (sous-entendu : non, bien sûr)
ex. : Moi, mentir ! (sous-entendu : cette suggestion n'est pas acceptable)
ex. : Que tu dis ! (sous-entendu : c'est ton opinion, et je ne la partage pas)
ex. : Penses-tu ! (sous-entendu : aucune raison de penser ainsi).

#### La double négation
Le terme « double négation » s’emploie à propos de trois types de préoccupations différentes :
- les possibilités qu’offre la grammaire d’une langue pour exprimer la négation d’une négation ;
- les difficultés pratiques dans la mise en œuvre de ces possibilités dues à l'ambigüité éventuelle des énoncés concernés ;
- les règles grammaticales qui interdisent ou autorisent une multiplicité de mots négatifs dans une même proposition.

La seconde préoccupation étant développée plus bas, seules la première et la troisième sont traitées ci-après.

##### Négation de la négation
Certaines langues, telles le latin ou l’allemand, permettent de nier la négation en présence d’un seul verbe (y compris ses auxiliaires) dans une proposition.
Pour le latin,
 par exemple, une grammaire indique que « deux négations, placées dans la même proposition, valent une affirmation »
L'affirmation est renforcée, quand une négation composée précède une négation simple.
| Nemo non venit | il n'est personne qui ne soit venu. |
| Nemo non venit | = tout le monde est venu            |

L'affirmation est atténuée dans le cas inverse.
| Non nemo venit | ce n'est pas que personne ne soit venu. |
| Non nemo venit | = il n'est pas venu grand monde         |

En allemand,
 une règle similaire s'applique, comme dans l'exemple suivant :
| Ich habe nie keine Beschwerden | Il ne m'arrive jamais de n'avoir à me plaindre de rien. |
| Ich habe nie keine Beschwerden | = J'ai toujours à me plaindre de quelque chose          |

En français,
 pour reproduire la même logique avec deux négations, il faut deux verbes :
- il n'est personne qui ne soit venu ;
- ce n'est pas que personne ne soit venu.

##### Combinaison de mots négatifs
D’autres langues, telles le français, l’anglais ou le russe, excluent la double négation logique en présence d’un seul verbe (y compris ses auxiliaires) dans une proposition. Dans ce cas, l’utilisation de certains mots, intrinsèquement négatifs, ou prenant un sens négatif dans un contexte négatif ou privatif est soumise à des règles variées qui dépendent de la langue considérée et de son état d’évolution. Ainsi, elle est aujourd’hui normale en français (ne rien dire à personne) ; en espagnol, on trouve concurremment no decir nada (a ninguno), « ne rien dire (à personne) » et ninguno lo dice, « personne (ne) le dit ». En russe, elle est obligatoire : ona nikomu ničego ne skazala (« elle n'a rien dit à personne »), contrairement à l'allemand (keinem / niemandem etwas sagen) ou à l'anglais (to say nothing to anybody). Dans cette dernière langue, la double négation est généralement considérée comme un solécisme ou une marque de langage relâché, alors que dans les textes en vieil anglais et en moyen anglais on la trouve assez couramment :
ex. : He neuere yet no vileynye ne seyde / In al his lyf unto no maner wight « Il n’a jamais rien dit de désagréable / A qui que ce soit de toute sa vie » (Chaucer)
ex. : I cannot goe no further « Je ne peux pas aller plus loin » (Shakespeare).
En anglo-américain populaire d’aujourd’hui, on trouve la forme ain’t no (pour « there is not no ») :
ex. : Ain’t no other man (« Y'a pas d’autre homme », titre d’une chanson de Christina Aguilera ; la forme « correcte » serait there is no other man, ou there isn’t any other man).
Lorsqu’elle est utilisée, la double négation a généralement un effet expressif de renforcement (Jespersen la nomme « négation cumulative »). Ce n’est pas le cas toutefois dans des expressions telles que :
ex. : Ce n’est pas impossible
qui représente une forme atténuée de C’est possible. Jespersen explique que « chaque fois que deux éléments négatifs partiels s’appliquent à une même idée ou à un même mot, on a un résultat affirmatif », ce principe se vérifiant dans « toutes les langues », mais que « l’expression qui comporte la double négation a toujours un sens affaibli ».
En grec ancien, une négation simple (οὐ ou μὴ) suivant une autre négation simple ou composée (comme οὐδείς, « personne ») produit une affirmation, alors qu’une négation composée qui suit une négation simple ou composée renforce la négation :
ex. : οὐδείς οὐκ ἔπασχε τι, « tout le monde souffrait », litt. « personne ne souffrait pas quelque chose »
ex. : μὴ θορυϐήσῃ μηδείς, « que personne ne fasse de tumulte », litt. « que ne fasse pas de tumulte personne ».
En français, la locution : « vous n’êtes pas sans ignorer que » doit s’interpréter comme « vous ignorez que » ; elle est fautive si elle veut exprimer « vous ne pouvez pas ignorer », c'est-à-dire quand elle est confondue avec la formulation « vous n’êtes pas sans savoir ». Il s’agit d’une faute signalée comme « grossière et néanmoins courante » dans certains dictionnaires de difficultés du français.

### Négation et stylistique
Joseph Vendryes fait remarquer que les morphèmes permettant d'exprimer la négation, contrairement par exemple aux noms concrets, qui évoquent des images visuelles, ne sont pas ceux qui frappent en premier lieu l'esprit du destinataire du message ; la conséquence lors de l'utilisation esthétique du langage est que certains écrivains auraient commis « de véritables contresens rythmiques ». Il cite en exemple ces vers d'un « poète contemporain » :
« Et d'entre les rameaux que ne meut nul essor

d'ailes et que pas une brise ne balance, (...) »

et commente : « Ces vers sont bien faits pour donner l'impression du battement des ailes d'un oiseau ou du balancement de la brise, et l'emploi de la négation n'écarte pas cette impression de l'esprit du lecteur. »

## Expression de la négation

### Perspective diachronique
L'expression de la négation n'est pas immuable dans une langue, considérée dans une perspective diachronique.
Ainsi, pour le français :
Pour l'anglais, Jespersen indique l'évolution suivante : « Ic ne secge → I ne seye not → I say not → I do not say → I don't say ». (Dans le cas du verbe to know « savoir », on pourrait aujourd'hui ajouter une étape supplémentaire I don't know → I dunno). Le not anglais résulte de : ne (marqueur d'orientation inversée) + ā « "toujours » + wiht « chose ».

### Particularités de la négation dans diverses langues

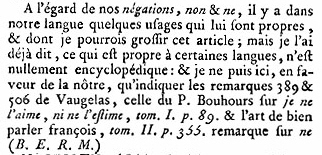
Nicolas Beauzée (B.E.R.M., Beauzée École Royale Militaire) considère, en conclusion de l'article « Négation » de l'Encyclopédie de D'Alembert et Diderot, que « ce qui est propre à certaines langues [seulement] n'est nullement encyclopédique ».

Cette section a pour but d'attirer l'attention sur des aspects remarquables de la négation dans diverses langues par rapport au français, et non de présenter simplement une liste de traductions de « ne pas » dans le plus grand nombre de langues possible. En cas de remaniements, attention aux liens directs dans d'autres articles sur les sous-sections ci-après.

#### En afrikaans
L'afrikaans semble être la seule langue de la famille germanique occidentale à utiliser la double négation (dans son registre normé) :
- ex. : Ek het nie geweet dat hy sou kom nie « Je ne savais pas qu'il viendrait » (équivalent néerlandais littéral : Ik heb niet geweten dat hij zou komen, mais en pratique plutôt : Ik wist niet dat hij zou komen).
- ex. : Ek het nie geweet dat hy nie sou kom nie « Je ne savais pas qu'il ne viendrait pas » (néérl. Ik heb niet geweten dat hij niet zou komen, ou : Ik wist niet dat hij niet zou komen).

#### En allemand
En allemand, la tournure française pas de + nom est généralement rendue par l'article indéfini négatif kein- ; le pronom keiner (litt. aucun) s'emploie fréquemment au lieu de niemand (personne) :
ex. : Sie braucht einen Mann → Sie braucht keinen Mann (elle a besoin / n’a pas besoin d'un homme)
ex. : Ich habe Zeit → Ich habe keine Zeit (j'ai le temps / je n’ai pas le temps)
ex. : Keiner weiß, wo er steckt (Personne ne sait où il se cache).
Le préfixe négatif un- (ex. : unsicher « incertain ») peut dans certains cas prendre un autre sens, à la fois péjoratif et évoquant quelque chose de très éloigné de la moyenne :
ex. : Unmensch, Untier « monstre (humain, animal) », [Un/un]geheuer « monstre, prodigieux, énormément », Unwesen « fléau », Unwetter « tempête »...

#### En ancien français
L'ancien français possède des forclusifs de temps orientés respectivement vers le passé (onque, unc...) et vers le futur (ja, souvent renforcé par mais, qui aboutira à l'actuel jamais, indifférencié) :
ex. : Unkes nul jur de son aé / Si bel chevalier n'esgarda / Ne ja mes si bel ne verra (Marie de France)
« Jamais au cours de sa vie elle n'avait contemplé d'aussi beau chevalier et jamais plus elle n'en verra d'aussi beau ».

#### En anglais
En anglais, dans la négation de phrase, le négateur not doit se placer après une marque explicite de prédication, qui peut être un auxiliaire de conjugaison ou un auxiliaire modal. Il est d'ordinaire inaccentué (mais peut toutefois prendre l'accent en cas d'emphase) et s'amalgame à l'auxiliaire dans la prononciation ; ces contractions sont notées à l'écrit en style familier.
ex. : They do not sleep / They don't sleep « ils ne dorment pas »
ex. : They are not sleeping / They aren't sleeping « ils ne sont pas en train de dormir »
ex. : They have not slept / They haven't slept « ils n'ont pas dormi »
ex. : They cannot sleep / They can't sleep « ils n'arrivent pas à dormir »
ex. : They could not sleep / They couldn't sleep « ils n'arriveraient / n'arrivaient pas à dormir »
ex. : They shall not sleep / They shan't sleep « ils ne pourront pas dormir »
ex. : They should not sleep / They shouldn't sleep « ils ne devraient / devaient pas dormir »
ex. : They will not sleep / They won't sleep « ils ne dormiront pas »
ex. : They would not sleep / They wouldn't sleep « ils ne dormiraient pas »
Les modalités de l'ordre et de l'autorisation posent des problèmes particuliers : la négation de must, modal de l'obligation, ne produit pas une absence d'obligation mais une interdiction. L'absence d'obligation s'exprime par la négation du modal du besoin need.
ex. : They must not sleep / They mustn't sleep « ils ne faut pas qu'ils dorment »
ex. : They need not sleep / They needn't sleep « ils n'ont pas besoin de dormir, ils ne sont pas obligés de dormir »
La négation de may / might, modal de l'autorisation et de la probabilité, est particulièrement ambigüe : elle peut s'interpréter comme une défense ou comme une probabilité de non-réalisation de l'énoncé. À l'oral, l'ambigüité peut se lever par la mise en relief prosodique de l'un ou l'autre élément.
ex. : They may not sleep « ils n'ont pas le droit de dormir » / « il se peut qu'ils ne dorment pas »
ex. : They might not sleep « ils n'auraient pas le droit de dormir » / « il se pourrait qu'ils ne dorment pas »
Dans les phrases interro-négatives, construites par inversion entre l'auxiliaire et le sujet, la contraction du négateur avec le modal en entraîne le déplacement :
ex. : Do you not sleep? « ne dors-tu pas ? » / Don't you sleep? « Tu ne dors pas ? »
L'anglais possède un déterminant duel both « [tous] les deux » doté d'une forme négative : neither « ni l'un ni l'autre » :
ex. :  Neither restaurant is expensive « Ni l'un ni l'autre restaurant n'est cher »
La forme not both signifie, elle, « l'un ou l'autre, mais pas les deux » :
ex. :  Family or career : why not both? « Famille ou carrière : pourquoi pas les deux ? »

#### En basque
En basque, la négation ez a tendance à fusionner avec le verbe. Entre la négation et le verbe, on ne peut trouver que certaines particules modales comme othe (interrogatif), ba (conditionnelle), bait (causale), omen (« paraît-il »), etc. :
ex. : ez dut → eztut « je n'ai pas »
ex. : ez ziren → etziren « ils n'étaient pas », mais :
ex. : ez omen da fitsik « il paraît qu'il n'y a rien ».

#### En breton
En breton, la négation s'exprime par ne + verbe + ket. Cette forme impose que le verbe soit conjugué en "conjugaison personnelle", avec les marques de personne en fin de verbe :
ex. : me a lavar « je dis » (1re personne marquée par le pronom me) → ne lavaran ket « je ne dis pas » (personne marquée par la désinence -an)
Quand le sujet est un groupe verbal au pluriel, s'il est placé avant le verbe celui-ci s'accorde en nombre, sinon il reste au singulier. La phrase « les enfants ne sont pas sages » peut donc se dire ar vugale n'int ket fur : sujet avant le verbe, celui-ci est à la 3e personne du pluriel (int), ou n'eo ket fur ar vugale : sujet après le verbe, celui-ci est à la 3e personne du singulier (eo).
Selon une autre interprétation, l'opposition se fait entre base verbale et forme conjuguée ; le cas du sujet placé en apposition, derrière le verbe, rejoint le cas où il est placé devant :
ex. : Ne c'hoari ket ar vugale er porzh « Les enfants ne jouent pas dans la cour » (c'hoari = base verbale, dans ce cas identique à l'infinitif)
ex. : Ar vugale ne c'hoariont ket er porzh (idem ; c'hoariont = forme conjuguée)
ex. : Ne c'hoariont ket er porzh, ar vugale (idem ; ar vugale placé en apposition).
La particule ne provoque la mutation adoucissante : krediñ « croire », ne gredan ket « je ne crois pas » : mutation k/g.
À l'impératif, na remplace ne ; la relative négative utilise également na plutôt que ne :
ex. : Na ganit ket « Ne chantez pas »
ex. : Anaout a ran ur paotr ha na oar ober netra gant e zaouarn « Je connais un garçon qui ne sait rien faire de ses mains ».
À l'oral, les particules ne et na sont néanmoins souvent élidées dans de nombreux dialectes. On pourra ainsi entendre :
ex. :  'Ganit ket à la place de Na ganit ket « Ne chantez pas »
ex. :  'Laboure ket ken à la place de Ne laboure ket ken « Il ne travaillait plus »

#### En chinois (mandarin)
La particule négative 不 bù (bú) du chinois est placée devant le groupe verbal ou insérée devant un second élément verbal (zhăo bú dào chercher nég. trouver = « ne pas pouvoir trouver »). Elle est en concurrence avec 没有 (méi yŏu) [litt. "nég y-avoir"], parfois réduit à 没 (méi), lorsque le groupe verbal positif comporte une particule dite « finale » ou « modale » (ou encore « suffixe »). Cette seconde négation peut amalgamer négation et valeur d'accompli, entraînant la disparition des particules correspondantes de la forme positive :
ex. : tā lái « il vient » →	 tā bù lái « il ne vient pas »
ex. : tā lái le « Il est venu » → tā bù lái le « il ne vient plus » / tā méi (yŏu) lái « il n'est pas venu »
La négation est utilisée dans l'un des procédés de construction des interrogatives fermées, proche pour la forme (sinon le sens) de fr. Il est venu ou pas et Il est venu, non ? :
ex. : tā lái bù lái « Vient-il ? » (litt. Il venir NEG venir ?)
ex. : tā lái le méi lái « Est-il venu ? » (litt. Il venir particule NEG venir ?)
ex. : tā lái le méi yŏu « Est-il venu ? » (litt. Il venir particule NEG avoir ?)

#### En espagnol
En espagnol, la négation no peut être renforcée par des mots tels que jamás, nunca, nada... ; des expressions comme en mi vida peuvent en arriver à exprimer la négation par elles-mêmes :
ex. : No trabaja nada « Il ne travaille pas du tout » (mais : no hace nada « il ne fait rien »)
ex. : No volveré a comer eso en mi vida (« De ma vie, je ne mangerai plus de cela »), mais aussi :
ex. : En mi vida vi cosa parecida (« De ma vie, je (n')ai vu chose pareille »).

#### En espéranto
En espéranto, les contraires se forment avec le préfixe mal-, ce qui a pour effet de diviser par deux, dans ce contexte, le nombre de racines à retenir :
ex. : ĝoja (gai) → malĝoja (triste)
ex. : granda (grand) → malgranda (petit dans le sens inverse de grand)
ex. : helpi (aider) → malhelpi (gêner)
ex. : konsento (accord) → malkonsento (désaccord)
ex. : multe (beaucoup) → malmulte (peu)
C’est très généralement le terme connoté négativement qui est marqué par le préfixe, mais pas toujours :
ex. : konfuza (trouble, confus) → malkonfuza (distinct, net)
ex. : timema (craintif) → maltimema (hardi)
Les contradictoires se forment avec ne- :
ex. : videbla (visible) → nevidebla (invisible)
ex. : rekonebla (reconnaissable) → nerekonebla (méconnaissable)
La notion de sans se forme avec sen :
ex. : paga (payant) → senpaga (gratuit au sens de « pouvant être obtenu sans payer »)
ex. : kosta (cher, coûteux) → senkosta (gratuit au sens de « ne coûtant rien »)

#### En finnois
En finnois, comme dans de nombreuses langues ouraliennes, la négation s'exprime par un verbe auxiliaire marqué pour la personne : en (1re sg.), et (2e sg.), ei (3e sg.), emme (1re pl.), ette (2e pl.), eivät (3e pl.), suivi selon le temps grammatical exprimé soit d'une forme figée, soit d'un participe passé du verbe lexical.
ex. :  (présent) En osta maitoa « Je n'achète pas de lait » (affirmatif Ostan maitoa)
ex. :  (prétérit) En ostanut maitoa « Je n'achetais pas de lait » (affirmatif Ostin maitoa)
ex. :  (parfait) En ole ostanut maitoa « Je n'ai pas acheté de lait » (affirmatif Olen ostanut maitoa)
ex. :  (plus-que-parfait) En ollut ostanut maitoa « Je n'avais pas acheté de lait » (affirmatif Olin ostanut maitoa)
Le verbe négatif prend des formes spéciales à l'impératif pour exprimer la défense : älä (2e sg.), älköön (3e sg.), älkäämme (1re pl.), älkää (2e pl.), älkööt (3e pl.).

#### En géorgien
En géorgien, les trois principaux morphèmes négatifs s'opposent sur le plan modal : ver marque la négation d'impossibilité, ar marque la négation comme choix (donc, éventuellement, comme volonté de ne pas), nu s'emploie dans les injonctions négatives. On les retrouve dans les trois traductions suivantes de fr. « ne... plus » :
ex. : veghar vetzevi « je ne peux plus fumer »
ex. : aghar vetzevi « je ne fume plus » (c'est décidé)
ex. : nughar etzevi « ne fume plus »

#### En grec ancien
En grec ancien, les deux principaux adverbes de négation sont οὐ (οὐκ, οὐχ, respectivement devant voyelle à esprit doux et voyelle à esprit rude) (déclaratives...) et  μή  (souhait, éventualité, défense...) Dans les subordonnées, μή est fréquemment suivi du subjonctif.
- Usage explétif

La proposition infinitive qui suit un verbe d’empêchement ou de dénégation est introduite par un μή explétif :
ex. : αὐτὸν ἀπείργω μὴ βλάπτειν « je l’empêche de nuire »
Lorsque la principale contenant un tel verbe est elle-même négative, la négation de l’infinitive est μὴ οὐ(κ), qui ne se traduit pas en français :
ex. : αὐτὸν οὐκ ἀπείργω μὴ οὐκ βλάπτειν « je ne l’empêche pas de nuire » (et non : « de ne pas nuire »)
ex. : αὐτὸν οὐκ ἀρνοῦμαι μὴ οὐ τοῦτο ποιῆσαι « je ne nie pas avoir fait cela » (et non : « ne pas avoir fait cela »).
- Négation en tête

Lorsque l’objet d’un verbe d’énonciation, d’opinion, etc. est négatif, la négation οὐ peut se placer devant le verbe principal, selon le verbe employé :
ex. : δοκῶ « je vote oui » → οὐ δοκῶ « je vote non »
 ex. : Λέγει τὸν γεωργὸν οὐκ εἶναι σοφόν « il dit que le paysan n’est pas sage » (complétive infinitive), mais :
 ex. : Οὔ φησι τὸν γεωργὸν εἶναι σοφόν (même sens)
L’expression « même si… ne… pas » se traduit par οὐδ' εἰ, οὐδ' ἐάν (litt. « pas même si » ; opposé à καὶ εἰ, καὶ ἐάν = « même si ») ; la négation peut être répétée ou non dans la principale.
ex. : Οὐδ' εἰ πάντες ἔλθοιεν Πέρσαι, πλήθει οὐχ ὑπερβαλοίμεθ' ἂν τοὺς πολεμίους (Démosthène) « (Pas) même si tous les Perses nous rejoignaient, nous ne saurions l’emporter par le nombre sur nos ennemis ».
La négation d’un optatif à valeur atténuative renforce au contraire la valeur négative :
ex. : λέγοιμι ἄν « je dirais volontiers » → οὐκ ἂν λέγοιμι « je ne saurais dire en aucun cas ».
- Interro-négatives oratoires
Les interrogations dites oratoires (c.à.d. dont on suggère la réponse) sont introduites par :
  - ἆρ' οὐκ ou οὐκουν (εἰ οὐκ dans les interrogations indirectes), si la réponse attendue est oui :
ex. : ἆρ' οὐκ ἄξιόν ἐστι… ; « ne vaut-il pas la peine de… ? »
  - ἆρα μή ou μῶν (= μή οὖν ; εἰ μή dans les indirectes) si la réponse attendue est non :
ex. :  αἰτεῖς εἰ μὴ βέλτιον ἐστιν  ἀδικεῖν « tu demandes si par hasard il vaut mieux être injuste ».

#### En hébreu
En hébreu moderne, la négation des verbes d'action nominalisés s'exprime par un morphème spécifique, différent du négateur habituel לא (lo) :
ex. : iy-amidat-am 'al tsekhut-am « leur non-insistance à propos de leur droit »

#### En indonésien
L'indonésien formel a deux formes de négation de base :
- bukan, généralement utilisé devant un substantif et traduit par "ne pas être",
- tidak, qui ne peut être utilisé que devant un verbe ou un adjectif.

#### En italien
L'italien a conservé pour l'adverbe meno (« moins ») l'implication négative du terme latin originel minus, dans l'expression o meno (« ou non »). On peut ainsi dire :
- ex. : Fateci sapere se accettate o meno « Faites-nous savoir si vous acceptez ou non »
- ex. : S'è discusso sulla legittimità o meno del provvedimento « On a discuté sur la légitimité ou l'illégitimité de cette mesure ».

Il fait également parfois apparaitre une négation dans une portion de phrase implicitement négative, par exemple après « plus que » :
- ex. : La stampa [...] sta facendo qualcosa di più che non dare una notizia (Umberto Eco dans L'Espresso, 1978) «La Presse [...], en l'occurrence, (sous-entendu par l'utilisation du présent progressif "sta facendo"= "est en train de faire") va au-delà du simple fait ("fait bien plus que") de ne pas donner d'information ».

#### En japonais
La marque de la négation en japonais est un morphème suffixal verbal :
ex. : taberu → tabenai « je mange → je ne mange pas »
ex. : tabemasu → tabemasen (idem, plus poli)
Ces morphèmes contenant [n], remarquables exemples du caractère agglutinant de cette langue, sont sans conteste intégrés au verbe, comme le montre l'affixation possible du verbe par une terminaison marquant le passé :
ex. : tabenai → tabenakatta « je n'ai pas mangé »
ex. : tabemasen → tabemasendeshita (forme plus polie).
Le non japonais, comme dans beaucoup d'autres langues et contrairement au français, ne confirme jamais une prédication négative. Une confirmation est toujours oui (hai) et une infirmation, toujours non (iie), quelle que soit la polarité du prédicat sur lequel porte l'adverbe oui ou non :
ex. : tabemasendeshitaka ? (« n'as-tu pas mangé ? ») ; réponse : hai (« oui, en effet, je n'ai pas mangé »).
Un équivalent japonais possible de la phrase française « Il faut manger » est tabenakereba narimasen, littéralement « si manger n'est pas le cas, ça n'est pas bon » (ou : « ça ne convient pas » ; -nakereba étant la forme conditionnelle de nai « n'existe pas, n'est pas le cas »).

#### En langues sames
Les langues sames, de la même manière que le finnois et l'estonien, ont un verbe de négation, qui se conjugue selon le mode, la personne et le nombre (mais pas le temps).

#### En latin
Le latin permet la double négation logique en présence d’un seul verbe dans une proposition, ainsi que cela a été indiqué plus haut.
Il existe des coordonnants négatifs : neque (ou nec) dans les déclaratives, neve (ou neu) pour coordonner deux phrases impératives négatives ou deux propositions subordonnées conjonctives :
ex. : Omnes hostes terga verterunt neque prius fugere destiterunt quam ad flumen Rhenum (...) pervenerunt (César) « Tous les ennemis prirent la fuite et ne s'arrêtèrent pas avant d'avoir atteint le Rhin »
ex. : Mulier ad rem divinam ne adsit neve videat quo modo fiat (Salluste) « Que l'épouse n’assiste pas au sacrifice ni ne voie comment il se déroule »
Dans une double interrogation, on peut trouver la forme necne quand le second membre est l'exact contraire du premier:
ex. : Quaesivi a Catilina in nocturno conventu ad M. Laecam fuisset necne (Cicéron) « J'ai demandé à Catilina s'il avait participé à une entrevue nocturne chez Laeca ou pas »
Le latin possède également des verbes modaux négatifs : nolo « je ne veux pas », nescio « je ne sais pas »... ; l'impératif noli / nolite, suivi de l'infinitif, sert de semi-auxiliaire dans l'expression de la défense. Son emploi est obligatoire. Exemple :
ex. : Noli, amabo, irasci Sosiae causa mea (Plaute) « Ne va pas, je te prie, te mettre en colère contre Sosie à cause de moi ».
Le latin n'a pas d'équivalent direct de l'adverbe français « non » en réponse à une question :
ex. : – Estne frater intus ? – Non est. « – Ton frère est-il là ? – Non. » (litt. « [il] pas est »).

#### En néerlandais
En néerlandais, pas est généralement traduite par l'adverbe niet ; le pronom geen (litt. aucun) s'emploie fréquemment pour dire pas de, personne se traduit par niemand :
ex. : Hij spreekt → Hij spreekt niet (il parle / il ne parle pas)
ex. : Ik won een ijs → Ik won geen ijs (j'ai gagné une glace / je n'ai pas gagné de glace)
ex. : Niemand weet waar hij was (Personne ne sait où il était).
ne... plus est traduit par niet meer et geen meer et il s'emploie très souvent :
ex. : Hij dronk wijn → Hij drinkt geen wijn meer (il buvait du vin / il ne boit plus de vin)
ex. : Je at wafels → Je eet geen wafels meer (tu mangeais des gaufres / tu ne mange plus de gaufres)
ex. : Ik sliep → Ik slaap niet meer  (Je dormais / je ne dors plus)
Le préfixe négatif on- (ex. : onvergetelijk « inoubliable ») peut comme en allemand et en anglais prendre un autre sens, à la fois péjoratif et évoquant quelque chose de démesuré :
ex. : Ongeloof, « incrédule », onwe(d)er « orage », Ongeliefd, « non-aimé, impopulaire »...
Le néerlandais possède un déterminant duel beide (both en anglais) « tous les deux, à la fois » doté d'une forme négative : geen... van beide " ni l'un ni l'autre, aucun des deux " :
ex. :  Geen schip van beide is beter dan de andere « Ni l'un ni l'autre navire n'est mieux que l'autre»
Le niet beide signifie, « l'un ou l'autre, mais pas les deux » :
ex. :  Vakantie of werk : maar niet beide ! « Vacances ou travail : mais pas les deux ! »

#### En paluan
En paluan, le morphème négatif est fréquemment suivi d’un marqueur d’une forme appelée « hypothétique » ou « subjonctif » selon les linguistes, et qu’Alain Lemaréchal interprète comme un « changement d’orientation ». Cette forme « hypothétique » apparaît aussi dans un contexte conditionnel, impératif, modal, (parfois) temporel, et de thématisation d’un terme autre que le sujet. Lemaréchal oppose :
ex. : ng díak k- ngálęk ęr a skúul « je ne suis pas un écolier », à :
ex. : ng díak a mlái « il n’y a pas de canot », ng díak a mlí -k « je n’ai pas de voiture »
en expliquant que dans le premier cas, la négation (díak) porte sur le prédicat nominal (ngálęk ęr a skúul) à la forme dite hypothétique (k-, à la 1re pers.sg.), alors que dans le second cas, le prédicat est la négation elle-même, au sens de « n’existe pas » (= ma voiture n’existe pas)  [ng étant le préfixe personnel sujet 3e pers.sg., -k le suffixe possessif 1re pers.sg.] Il signale aussi :
ex. : ng díak lę-mlí-k « ce n’est pas ma voiture », qu’il glose en « le fait qu’elle est ma voiture n’existe pas ».

#### En pandunia
En pandunia, la négation, quel que soit son sens, est introduite par le mot ni.
Avant l’objet de la négation, qu’il s’agisse d’un nom, d’un verbe, d’un adjectif, ni peut même jouer le rôle du verbe dans les phrases où le sujet et le prédicat sont courts :
ex. : me ni hava maw « je n’ai pas de chat »
ex. : me ni te « je ne suis pas toi »
ex. : le ni novi « ce n’est pas nouveau »
Le mot ni renvoie ainsi également la notion « pas », et la tournure « il n’y a pas de » :
ex. : me suku maw a ni waf « j’aime les chats mais pas les chiens »
ex. : me suku ni maw i ni waf « je n’aime ni les chats ni les chiens »
ex. : ni gaw ofisia sa ce « il n’y a pas de grands bureaux ici »
Il sert enfin à répondre par « non » aux questions :
ex. : ni. le ni nyama kafe. « Non. Il ne boit pas de café. »

#### En quéchua
En quéchua, la négation se construit avec le terme négatif mana « non » et la particule -chu (également utilisée pour exprimer l'interrogatif). Ces deux éléments encadrent la partie de la phrase qui est l'objet de la négation, mana portant en outre la marque de la modalité (assertif, citatif, conjecturel, dubitatif) :
ex. : alqu-qa mana-n aycha-ta mikhu-rqa-chu « le chien n'a pas mangé de viande »
ex. : mana-n aycha-ta-chu alqu mikhu-rqa « ce n'est pas de la viande que le chien a mangé »
ex. : mana-n alqu-chu aycha-ta mikhu-rqa « ce n'est pas le chien qui a mangé la viande ».

#### En russe
En russe, la négation s’exprime par ne. Lorsqu’elle porte sur un constituant, ne se place immédiatement devant lui : 
ex. : Ja ne vsë ponjal « je n’ai pas tout compris », litt. « je pas tout ai-compris »
Il en va de même dans les phrases signifiant l'inexistence ou l'absence (phrases impersonnelles) : la particule négative précède le verbe être et fusionne avec lui au présent : ne bylo (passé), ne budet (futur), net (présent : ne-t < ne + est' , également comme mot-phrase : « non »).
ex. : Ego segodnja net « Il n'est pas là aujourd'hui » (litt. de-lui aujourd'hui il-n'est-pas)
« Non plus » se dit tože (« aussi »), avec répétition éventuelle de la proposition à la forme négative :
ex. : Moj drug ne čital ètu knigu. Ja tože [eë ne čital]. « Mon ami n’a pas lu ce livre. Moi non plus. » (litt. « Je aussi [le pas ai-lu] »).
Le russe connaît des expressions négatives figées comme nel'zja « il ne faut pas » :
ex. : Nel'zja kurit’ « Défense de fumer »
ex. : Mne nekogda « Je n’ai pas le temps » (litt. à-moi pas-quand).
La double négation est de rigueur avec les pronoms indéfinis négatifs (nikto = personne, ničto = rien) :
ex. : Nikto ètogo ne znaet « personne ne le sait »
L'expression française « faillir... (faire qqch) » se traduit en russe par čut' ne, edva ne :
ex. : Ja čut’ ne upal « j'ai failli tomber » (litt. « je un-petit-peu pas suis-tombé »)
Enfin, au ne explétif des subordonnées conjonctives françaises répond une véritable négation, les subordonnées russes correspondantes étant des propositions semi-indépendantes :
ex. : Bojus', kak by ty ne upal « J'ai peur que tu ne tombes » (litt. « j'ai peur [de cela :] pourvu que tu ne tombes pas »)
[reposant sur : Kak by ty ne upal ! « Pourvu que tu ne tombes pas ! »]

#### En sanskrit
En sanskrit :
- la négation courante est न (na), placée tantôt en tête de phrase, plus souvent devant le verbe ou le mot nié ;
- la négation prohibitive est मा (mā) ; la phrase avec mā peut aussi avoir une signification d'optatif présenté négativement :

ex. : मा भूद आगतः (mā bhūd āgataḥ) « ne devrait-il pas être là ? »
- la double négation traduit généralement une affirmation insistante ;
- la particule अ (a), nie une qualité :

ex. : अपदाति (apadāti) « qui ne va pas à pied »
Elle peut aussi exprimer une antinomie, une exclusion ou un sens péjoratif, et peut figurer dans tous les types de composés.

#### En suédois
Le suédois possède trois adverbes de négation correspondant à « ne... pas... » : inte, icke et ej. Les différences d’emploi nécessitent parfois des précisions à l’usage des Suédois eux-mêmes.
- inte est la forme actuellement la plus courante :

ex. : Du är inte ensam « Tu n’es pas tout seul »
- icke, plus rare, est considéré comme plus ancien et plus formel (alors qu’en danois et en norvégien, l’équivalent ikke est normal) ; toutefois il s’emploie couramment comme préfixe équivalent au français « non- » :

ex. : icke-våld « non-violence »
- ej, assez rare, est utilisé lorsqu’on recherche la concision, et peut être ressenti comme plus prohibitif ; il est aussi utilisé dans l’expression eller ej « ou pas / ou non » :

ex. : Tro det eller ej « Croyez-le ou non »
ex. : Ej parkeras « Défense de stationner » (litt. pas être-stationné).
Exemple d’utilisation des trois termes dans une phrase :
ex. :  Icke-existens kan ej bevisas : det går inte att bevisa en icke-existens. « La non-existence ne peut pas être prouvée : il n’y a pas moyen de prouver une non-existence. »

#### En tamazight
En tamazight, la négation est exprimée par la particule ur (variantes régionales : wer, wel) placée avant le verbe.
ex. : Ur yeswi wergaz aman « L'homme n'a pas bu d'eau ».
Mais dans certains dialectes comme le taqbaylit ou le tachawit, il existe une double négation exprimée par ur... ara ou ur... ec.[réf. nécessaire]
ex. :  Ur yemmut arawergaz / ur yemmut ec wergaz.

#### En tamoul
Le tamoul possède dans son paradigme verbal deux flexions distinctes, positive et négative. Exemples:
- Impératif :
  - positif : racine verbale + -uṅgaḷ
  - négatif : infinitif + -ādē (sg.) / -ādīrhaḷ (pl. et déférent)
- Présent, passé, futur :
  - positifs : racine verbale + suffixe temporel + suffixe personnel
  - présent et passé négatifs : infinitif + -(yav)illai (illai signifiant « n'est pas »)
  - futur négatif : infinitif + -māṭṭ + suffixe personnel
- Conditionnel :
  - positif : racine du passé + -āl
  - négatif : infinitif + -āviṭṭāl
- Participes présent et passé :
  - positif : racine présent/passé + -a
  - négatif : infinitif + -āda
- Prohibitif : infinitif + -kūṭātu.

#### En tchèque
En tchèque, la négation (ne) est systématiquement soudée en tête du verbe, il n'y a pas se traduisant par není (sg.) ou nejsou (pl.) :
ex. : Musíte čekat → Nemusíte čekat (« Vous êtes / n'êtes pas obligé d'attendre »)
ex. : Nemáme dost peněz (« Nous n'avons pas assez d'argent »)
ex. : Nekuřte tady, to není dovoleno ! (« Ne fumez pas ici, ce n'est pas permis »).

#### En turc
En turc, la négation (-me- ou -ma-) peut être incorporée dans la forme verbale, comme dans diverses autres langues. Elle se place après les marques éventuelles du réfléchi / réciproque, du factitif et du passif :
ex. : arama « ne cherche pas, n'appelle pas (au téléphone) » (ara-ma-)
ex. : Neden okumaya devam etmedin ? « Pourquoi n’as-tu pas continué à lire ? »
ex. : yatıştırılmamak « ne pas être calmé » (yat-ış-tır-ıl-ma-mak)
La négation de l'adjectif s'obtient en faisant suivre celui-ci de değil, qui signifie alors « n'est pas » :
ex. : nazik değil « ce n’est pas gentil ».

#### En võro
Le võro, parlé dans le sud-est de l'Estonie, utilise des particules négatives différentes selon le temps, qui s'ajoutent à la fin du verbe, alors que l'estonien standard fait précéder le verbe d'une forme verbale négative invariable (ei) :
ex. : saq anna-aiq (« Tu ne donnes pas », estonien : sa ei anna)
ex. : saq anna-as (« Tu n'as pas donné », estonien : sa ei andnud)
Ces particules se conforment de plus aux règles de l'harmonie vocalique.

#### En langues des signes
Dans les différentes langues des signes, la négation est habituellement exprimée par des « particules » (signes indépendants) accompagnées d'une mimique ou d'un mouvement de la tête, en général en fin de phrase. Il existe toutefois des formes négatives irrégulières, en nombre variable selon la langue (jusqu'à 25 environ), qui, soit dérivent du signe habituel (par exemple en LDS allemande, l'expression de « ne pas pouvoir » combine un mouvement de la main simultané au signe « pouvoir » ; en LDS ougandaise, « ne pas aimer » fait suivre le signe « aimer » d'un mouvement spécifique de la main), soit se substituent à lui (comme en LDS russe, où les signes représentant « vouloir » et « ne pas vouloir » sont complètement différents). Certaines LDS n'utilisent aucune ou quasiment aucune forme négative irrégulière, comme les LDS d'Asie du Sud. Les irrégularités concernent surtout des verbes comme savoir, comprendre, vouloir, aimer, pouvoir, devoir, avoir, exister, obtenir, des temps ou aspects (futur, passé, accompli), et des évaluateurs (juste / vrai, possible, assez).